# Classifica delle marcatrici della UEFA Women's Champions League
Questa pagina riporta la classifica delle calciatrici con almeno 30 gol nella UEFA Women's Champions League.

## Classifica
Dati aggiornati al 30 marzo 2025.
I gol totali includono anche le reti segnate nella fase di qualificazione della competizione.
In grassetto le giocatrici in attività in squadre europee e i club in cui militano.
| Pos. | Nome                      | Nazionalità | Gol | Pres. | Media | Periodo   | Club                                                                      |
| ---- | ------------------------- | ----------- | --- | ----- | ----- | --------- | ------------------------------------------------------------------------- |
| 1    | Ada Hegerberg             | Norvegia    | 66  | 72    | 0,93  | 2012-     | 2 Stabæk , 2 Turbine Potsdam, 61 Olympique Lione                          |
| 2    | Anja Mittag               | Germania    | 51  | 74    | 0,69  | 2002-2017 | Turbine Potsdam, Rosengård, Paris Saint-Germain, Wolfsburg                |
| 3    | Eugénie Le Sommer         | Francia     | 50  | 101   | 0,50  | 2010-     | 50 Olympique Lione                                                        |
| 4    | Conny Pohlers             | Germania    | 48  | 45    | 1,07  | 2001-2014 | Turbine Potsdam, 1. FFC Francoforte, Wolfsburg                            |
| 5    | Marta                     | Brasile     | 46  | 56    | 0,82  | 2004-2017 | Umeå IK, Tyresö FF, Rosengård                                             |
| 6    | Kim Little                | Scozia      | 43  | 80    | 0,54  | 2006-     | Hibernian, Arsenal                                                        |
| 6    | Camille Abily             | Francia     | 43  | 81    | 0,53  | 2003-2018 | 0 Montpellier, 43 Olympique Lione                                         |
| 8    | Lotta Schelin             | Svezia      | 42  | 56    | 0,75  | 2008-2018 | 41 Olympique Lione, 1 Rosengård                                           |
| 9    | Pernille Harder           | Danimarca   | 41  | 57    | 0,72  | 2012-     | 1 Linköping, 25 Wolfsburg, 9 Chelsea, 6 Bayern Monaco                     |
| 10   | Nina Burger               | Austria     | 40  | ?     | ?     | 2005-2015 | 40 Neulengbach                                                            |
| 11   | Alexandra Popp            | Germania    | 39  | 105   | 0,37  | 2009-     | 3 2001 Duisburg, 36 Wolfsburg                                             |
| 11   | Hanna Ljungberg           | Svezia      | 39  | ?     | ?     | 2001-2009 | 39 Umeå IK                                                                |
| 13   | Inka Grings               | Germania    | 38  | 26+   | ?     | 2008-2013 | 34 2001 Duisburg, 4 Zurigo                                                |
| 14   | Wendie Renard             | Francia     | 36  | 124   | 0,29  | 2007-     | 36 Olympique Lione                                                        |
| 15   | Margrét Lára Viðarsdóttir | Islanda     | 33  | ?     | ?     | 2005-2008 | 33 Valur                                                                  |
| 16   | Vivianne Miedema          | Paesi Bassi | 31  | 36    | 0,86  | 2015-     | 8 Bayern Monaco, 20 Arsenal, 3 Manchester City                            |
| 16   | Patrizia Panico           | Italia      | 31  | 38    | 0,82  | 2007-2014 | 4 Lazio CF, 10 Bardolino Verona, 17 Torres                                |
| 16   | Fabienne Humm             | Svizzera    | 31  | 57    | 0,54  | 2009-     | 31 Zurigo                                                                 |
| 16   | Ewa Pajor                 | Polonia     | 31  | 59    | 0,53  | 2014-     | 8 Medyk Konin, 18 Wolfsburg, 5 Barcellona                                 |
| 20   | Cosmina Dușa              | Romania     | 30  | ?     | ?     | 2007-2020 | 5 Clujana, 14 U Olimpia Cluj, 11 Konak,                                   |
| 20   | Liljana Kostova           | Bulgaria    | 30  | ?     | ?     | 2004-2017 | 5+ Super Sport Sofia, 3 BIIK Kazygurt, 18 Apollōn Lemesou, 1 Medyk Konin, |

## Capocannoniere per stagione
Questa tabella mostra le capocannoniere della UEFA Women's Champions League stagione per stagione, fin dalla sua fondazione nel 2001-2002. A partire dall'edizione 2021-2022, e quindi dall'avvento della fase a gironi, non vengono considerate le reti segnate nei turni preliminari.
Il record di gol in una singola stagione appartiene ad Ada Hegerberg, con 15 reti segnate con l'Olympique Lione nell'edizione 2017-2018.
| Edizione | Giocatore                     | Paese                | Club                | Gol |
| -------- | ----------------------------- | -------------------- | ------------------- | --- |
| 2001-02  | Gabriela Enache               | Romania              | FC Codru Anenii Noi | 12  |
| 2002-03  | Hanna Ljungberg               | Svezia               | Umeå IK             | 10  |
| 2003-04  | Maria Gstöttner               | Austria              | Neulengbach         | 11  |
| 2004-05  | Conny Pohlers                 | Germania             | Turbine Potsdam     | 14  |
| 2005-06  | Margrét Lára Viðarsdóttir     | Islanda              | Valur               | 11  |
| 2006-07  | Julie Fleeting                | Scozia               | Arsenal             | 9   |
| 2007-08  | Vira Djatel                   | Ucraina              | Zhilstroy-1 Karkhiv | 9   |
| 2007-08  | Patrizia Panico               | Italia               | Bardolino Verona    | 9   |
| 2007-08  | Margrét Lára Viðarsdóttir     | Islanda              | Valur               | 9   |
| 2008-09  | Margrét Lára Viðarsdóttir     | Islanda              | Valur               | 14  |
| 2009-10  | Vanessa Bürki                 | Svizzera             | Bayern Monaco       | 11  |
| 2010-11  | Inka Grings                   | Germania             | MSV Duisburg        | 13  |
| 2011-12  | Camille Abily                 | Francia              | Olympique Lione     | 9   |
| 2011-12  | Eugénie Le Sommer             | Francia              | Olympique Lione     | 9   |
| 2012-13  | Laura Rus                     | Romania              | Apollōn Lemesou     | 11  |
| 2013-14  | Milena Nikolić                | Bosnia ed Erzegovina | Spartak Subotica    | 11  |
| 2014-15  | Célia Šašić                   | Germania             | 1. FFC Francoforte  | 14  |
| 2015-16  | Ada Hegerberg                 | Norvegia             | Olympique Lione     | 13  |
| 2016-17  | Zsanett Jakabfi               | Ungheria             | Wolfsburg           | 8   |
| 2016-17  | Vivianne Miedema              | Paesi Bassi          | Bayern Monaco       | 8   |
| 2017-18  | Ada Hegerberg                 | Norvegia             | Olympique Lione     | 15  |
| 2018-19  | Pernille Harder               | Danimarca            | Wolfsburg           | 8   |
| 2019-20  | Vivianne Miedema              | Paesi Bassi          | Arsenal             | 10  |
| 2019-20  | Emueje Ogbiagbevha            | Nigeria              | FK Minsk            | 10  |
| 2019-20  | Berglind Björg Þorvaldsdóttir | Islanda              | Breiðablik          | 10  |
| 2020-21  | Jennifer Hermoso              | Spagna               | Barcellona          | 6   |
| 2020-21  | Fran Kirby                    | Inghilterra          | Chelsea             | 6   |
| 2021-22  | Alexia Putellas               | Spagna               | Barcellona          | 11  |
| 2022-23  | Ewa Pajor                     | Polonia              | Wolfsburg           | 9   |
| 2023-24  | Kadidiatou Diani              | Francia              | Olympique Lione     | 8   |